# Sofie Driancourt
Sofie Driancourt (Lyon, 1884 - 1944) foi uma aviadora francesa, famosa ser a primeira mulher a pilotar um avião nos céus de Portugal.
Obteve a sua licença de pilotagem em França no dia 15 de junho de 1911. Depois de muitas exibições, viajou até Lisboa com um avião Caudron para participar no Concurso Internacional de Aviação, que se realizava em Lisboa entre 9 a 15 de junho de 1913, no Campo Grande. Contudo, tendo surgido uma avaria inesperada no trem de aterragem da aeronave, foi forçada a presenciar o evento como espetadora.
Antes de regressar ao seu país, Sofie realizou dois voos a bordo daquela mesma aeronave, em Estremoz, um no dia 3 e outro no dia 9.